# Ланная (Карловский район)
Ланная (укр. Ланна) — посёлок, Ланновский сельский совет,
Карловский район, Полтавская область, Украина.
Код КОАТУУ — 5321682501. Население по переписи 2001 года составляло 1981 человек.
Является административным центром Ланновского сельского совета, в который, кроме того, входят сёла Коржиха, Кумы, Львовское, Чаловка и Педашка.

## Географическое положение
Посёлок Ланная находится на правой стороне балки Кума по которой протекает пересыхающий ручей с большими запрудами. На противоположной стороне балки расположен посёлок Кумы. Рядом проходит железная дорога, станция Котляровка.

## Экономика
- ЧП «Ланновский сахарный завод».
- ЧП «Ланна-Агро».
- ООО «Ланновский МТС».

## Объекты социальной сферы
- Школа.
- Дом культуры.
- Больница.
- Библиотека.
- Спортзал.